# Sự tạo tinh

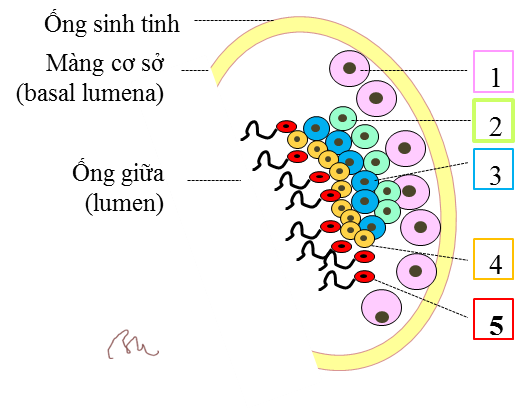
Hình 1: Sơ đồ ống sinh tinh và tạo tinh ở người.
1=Tinh nguyên bào (spermatogonium).
2=Tinh bào I (primary spermatocyte).
3=Tinh bào II (secondary spermatocyte).
4=Tiền tinh trùng (spermatid).
5=Tinh trùng (spermatozoa).

Sự tạo tinh là quá trình hình thành tinh trùng ở động vật. Đó là quá trình phát sinh ra giao tử đực có khả năng trực tiếp tham gia thụ tinh để tạo nên hợp tử., ,  Thuật ngữ này còn được gọi bằng các tên khác như: sự sinh tinh, quá trình phát sinh tinh trùng v.v., 

## Khái niệm chung
- Sự tạo tinh hay quá trình phát sinh tinh trùng trong thuật ngữ tiếng Anh là "spermatogenesis" (IPA: /ˌspɜr mə toʊ dʒəˈnɛ zɪt/).[5] Đây là quá trình phát sinh và trưởng thành của giao tử đực ở động vật hữu tính bậc cao.
- Thuật ngữ "giao tử đực" có danh pháp khoa học là spermatozoon, trong tiếng Anh là "sperm", tiếng Pháp: "spermatozoïde", tiếng Việt: "tinh trùng". Chính tinh trùng là kết quả cuối cùng của sự tạo tinh.
- Sự tạo tinh khởi đầu từ tế bào mầm có thể sản sinh ra tinh trùng, gọi là tinh nguyên bào (spermatogonium),[4] còn gọi là tế bào gốc tinh trùng để phân biệt với tế bào mầm có thể sản sinh ra noãn gọi là noãn nguyên bào.
- Sự tạo tinh xảy ra trong tinh hoàn, là cơ quan sinh dục đực của động vật sinh sản hữu tính, trong đó các tế bào mầm đực (male germ cells) chưa biệt hoá, còn gọi là tế bào gốc tinh trùng phát triển thành tinh trùng.[6]

## Cơ chế
Quá trình hình thành tinh trùng có thể phân chia thành 2 giai đoạn chính theo trình tự:
1. giai đoạn phân bào sinh tinh (spermatocytogenesis);
2. giai đoạn biến thái tạo tinh trùng (spermiogenesis), từ đó tạo ra tinh trùng là giao tử đực trực tiếp tham gia thụ tinh.[3], [7], [8]

Sự phân chia thành bao nhiêu giai đoạn là do quy ước. Ở bài viết này phân chia dựa vào phân bào theo hai giai đoạn trên, như nhiều tài liệu. Nhưng cũng có tác giả khác chia thành 3 giai đoạn (do giai đoạn đầu tách thành 2 dựa vào nguyên phân và giảm phân) hoặc thậm chí thành 4 giai đoạn.

### Diễn biến hai giai đoạn
Cơ chế quá trình phát sinh tinh trùng không giống nhau hoàn toàn ở các loài động vật. Dưới đây chỉ trình bày tổng quát sự tạo tinh ở người - đối tượng đã được nghiên cứu rất kĩ đến cấp độ phân tử.
Ở người, hai giai đoạn nói trên tương ứng với từng loại tế bào chuyên biệt, trong giai đoạn đầu có phân bào, còn giai đoạn sau không phân bào mà chỉ có sự biến đổi hình thái tế bào con.

##### 1) Giai đoạn phân bào sinh tinh (spermatocytogenesis)
Giai đoạn này gồm nhiều lần phân bào từ tế bào mầm ban đầu cho đến khi tạo ra tiền tinh trùng (cũng gọi là tinh tử).
- Các tế bào mầm nằm sát thành trong của ống sinh tinh ở tinh hoàn (gọi là màng cơ sở) tạo thành một lớp mỏng (quy ước là tế bào màu hồng, chú thích 1 ở hình 1). Giai đoạn này bắt đầu khi một tế bào mầm nào đó tách khỏi lớp này - đó là tế bào gốc tinh trùng (spermatogonial stem cells) - lớn lên, chín và trở thành tinh nguyên bào (spermatogonium).
- Mỗi tinh nguyên bào tiến hành nguyên phân hình thành nên nhiều tinh bào bậc I (primary spermatocyte).
- Mỗi tinh bào bậc I (quy ước là tế bào màu xanh sáng, chú thích 2 ở hình 1) phân chia hai lần qua cơ chế giảm phân:

- Lần thứ nhất tạo thành hai tinh bào bậc II (secondary spermatocyte, tế bào màu xanh biển, chú thích 3 ở hình 1). Sinh học phổ thông ở Việt Nam gọi lần phân bào này là giảm phân I (viết tắt: GP1).
- Lần thứ hai (tức là giảm phân II hay GP2) tạo thành bốn tiền tinh trùng (spermatid, cũng gọi là tinh tử). Các tiền tinh trùng này chưa phải là giao tử (tế bào màu vàng, chú thích 4 ở hình 1), nghĩa là không có khả năng thụ tinh., , 
Sự phân bào nói trên diễn ra không hoàn toàn giống như phân bào thông thường, bởi vì các tế bào "con" sinh ra không tách rời nhau như nguyên phân bình thường, mà vẫn còn kết nối với nhau qua các cầu nối nguyên sinh chất để được "đồng bộ hoá" (synchronous, theo Bloom & Fawcett, 1975). Các tiền tinh trùng sẽ chuyển sang giai đoạn tiếp theo sau đây mới tạo thành giao tử.

##### 2) Giai đoạn biến đổi hình thái, tạo tinh trùng (spermiogenesis)
- Trong giai đoạn 2 này, tiền tinh trùng (tinh tử) biến đổi về mặt hình thái, gọi tắt là sự biến thái. Ở giai đoạn biến thái có hai sự kiện quan trọng:

- Sự kiện 1. Tinh tử "mọc đuôi" nhờ cơ chế phát triển các vi ống từ trung thể (centriole). Về mặt cấu tạo, cái đuôi này như roi của một số động vật theo cấu trúc trong Sinh học phân tử thường gọi tắt là "cấu trúc 9+1" (xem hình 2), vì thế nó có thể bơi rất nhanh. Một tinh trùng người dài khoảng 50 μm (20 "con" nối đuôi nhau mới dài 1mm), nhưng có thể di chuyển với tốc độ 0,1mm/s  nghĩa là mỗi giây nó bơi được khoảng cách gần gấp 3 lần chiều dài của nó.
- Sự kiện 2. Tinh tử "đội mũ" lên đầu gọi là "thể đỉnh hoá", rất quan trọng cho thụ tinh vì nó giúp tinh trùng xâm nhập được vào trứng (nếu gặp).
- Khi qua giai đoạn "lột xác" này thì tinh tử mới biến đổi thành tinh trùng hoàn chỉnh và đó là giao tử đực đã chín muồi, thuộc loại tế bào mà thuật ngữ khoa học gọi là spermatozoa (số nhiều của spermatozoon, nghĩa là tinh trùng) như đã nói trên. Có tác giả gọi đây là tinh trùng thể hoạt động.

Hình 3 sau đây tóm tắt toàn bộ sự sinh tinh vừa trình bày.

Hình 2: Đuôi tinh trùng. 1=trục. 2=màng tế bào. 3=thể IFT (intraflagellar transport). 4=thể gốc. 5=sơ đồ cắt ngang thể hiện cấu trúc "9+1". 6=Sự xếp lớp các bộ ba ở thể gốc.
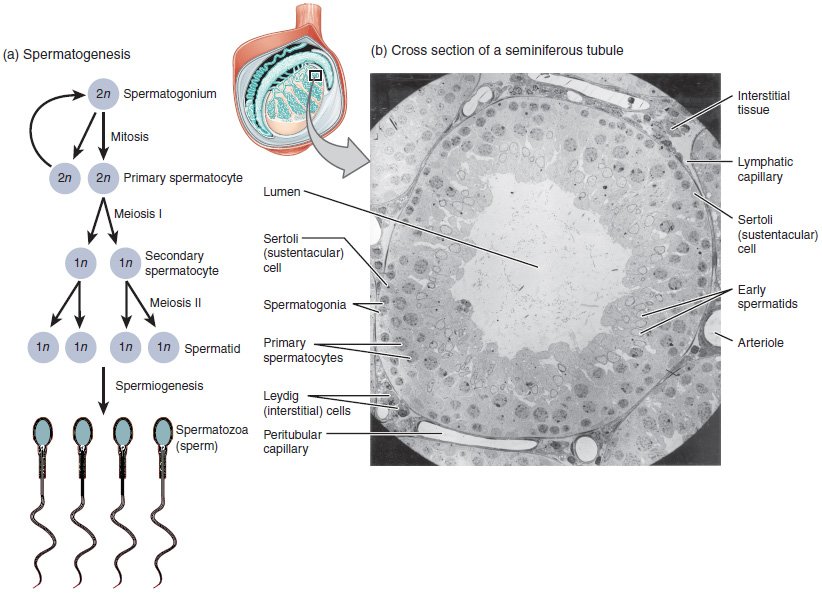
Hình 3: Sơ đồ tóm tắt sự tạo tinh (bên trái) và ảnh hiển vi lát cắt ngang ống sinh tinh có tế bào Sertoli (bên phải).

##### 3) Bổ sung
Trên đây là cơ chế tổng quát. Trong các nghiên cứu chuyên sâu, còn nhiều chi tiết mà dưới đây chỉ giới thiệu một số.
- Khi đã trưởng thành, nam giới có thể sản xuất tinh trùng liên tục, không ngừng nghỉ hàng tuần hay  nhiều tháng như sự tạo noãn ở nữ giới. Trong đời mỗi nam giới, số lượng tinh trùng được sinh ra vô cùng lớn.
- Ở người, kể từ khi tế bào gốc tinh trùng xuất hiện đến khi có thể xuất tinh cần một thời gian khoảng 70 ngày. Ngoài ra sự tạo tinh còn chịu ảnh hưởng của nhiều tác động nội môi (nhất là hoocmôn), nhiệt độ (tinh hoàn nóng trên 37oC sẽ bị ức chế tạo tinh), v.v.[3], [15]
- Sự hình thành tinh trùng không thể thiếu các tế bào Xectôli (Sertoli cell) là nhóm tế bào xôma, không phải là tế bào sinh dục, nhưng đóng vai trò rất quan trọng trong sự tạo tinh. Con đường phát triển từ tế bào mầm đến tinh trùng xảy ra trong các hốc do các tế bào Xectôli tạo nên ở bên trong ống sinh tinh của tinh hoàn (mà ảnh hiển vi ở hình 3 đã mô tả mặt cắt ngang). Ban đầu quá trình tạo tinh, các tế bào gốc tinh trùng liên kết với tế bào Xectôli nhờ các phân tử N-cadherin phân bố ở cả hai bề mặt của hai loại tế bào đó. Ngoài ra, các phân tử galactosyltransferase trên bề mặt tế bào sinh tinh các kiểu có liên kết với thụ thể carbohydrate trên tế bào Xectôli (Newton và cộng sự, 1993; Pratt và cộng sự, 1993). Nhờ đó, các tế bào Xectôli không chỉ nuôi dưỡng, bảo vệ sự tạo tinh mà còn góp phần điều hoà nó.[16]

### Biến đổi số nhiễm sắc thể trong sự tạo tinh
Trong bảng sau, mức bội thể, số phân tử DNA (cả bản gốc và bản sao) và số nhiễm sắc tử (chromatine) được tính trong một tế bào của người.
| Kiểu tế bào                       | Mức bội thể | Số phân tử DNA / số nhiễm sắc tử | Cơ chế quá trình               |
| Tinh nguyên bào (spermatogonium)  | lưỡng bội   | 2C / 46                          | Phân bào sinh tinh nguyên phân |
| Tinh bào bậc I (spematocyte I)    | lưỡng bội   | 4C / 2x46                        | Giảm phân I                    |
| Tinh bào bậc II (spermatocyte II) | đơn bội kép | 2C / 2x23                        | Giảm phân II                   |
| Tiền tinh trùng (spermatid)       | đơn bội     | C / 23                           | Biến thái của tinh tử          |
| Tinh trùng (spermatozoa)          | đơn bội     | C / 23                           | Tinh trùng chín muồi           |

## Khác nhau giữa tạo tinh và tạo noãn
Ở người (cũng như các loài thú bậc cao), quá trình hình thành giao tử ở nam giới và nữ giới khác nhau rõ rệt.
| Sự tạo noãn | Sự tạo tinh                                                                                                 |
| Giảm phân khởi đầu một lần từ một số hữu hạn các tế bào mầm.                                                        | Giảm phân diễn ra nhiều lần từ nhiều tế bào mầm.                                                            |
| Mỗi lần giảm phân, chỉ tạo ra 1 giao tử cái (noãn).                                                                 | Mỗi lần giảm phân, tạo ra 4 giao tử đực (tinh trùng).                                                       |
| Giảm phân có thể tạm dừng trong nhiều tháng hoặc nhiều năm.                                                         | Giảm phân thường liên tục, hoàn thành trong một vài tuần.                                                   |
| Giảm phân dừng lại ở kì trước I, tái khởi động ở nhóm nhỏ tế bào.                                                   | Giảm phân và phân hoá tiến hành liên tục, không ngừng chu kỳ tế bào.                                        |
| Sự phân hoá của giao tử (tạo thành noãn và thể cực) xảy ra ở dạng lưỡng bội, ở kì trước I (kì trước ở giảm phân 1). | Sự phân hoá của giao tử xảy ra ở dạng đơn bội, khi giảm phân kết thúc (lúc là tinh tử hay tiền tinh trùng). |
| Mọi nhiễm sắc thể đều có thể phiên mã và tái tổ hợp ở kì đầu I.                                                     | Nhiễm sắc thể giới tính không có tái tổ hợp và phiên mã ở kì này.                                           |

## Phân biệt các loại tế bào trong sự tạo tinh
- Qua trình bày ở trên, cũng như theo Scott F Gilbert,[15], [17] có thể thấy trong quá trình phát sinh tinh trùng xuất hiện nhiều loại tế bào khác nhau, tên gọi theo thứ tự phát sinh (1 - 7) như sau:

| Loại | Tiếng Anh                               | Phát âm                                       | Tiếng Việt                           | Số NST |
| ---- | --------------------------------------- | --------------------------------------------- | ------------------------------------ | ------ |
| 1    | Germ cell                               | /ˈjərm ˌsel/                                  | Tế bào mầm                           | 2n     |
| 2    | Male germ cell Spermatogonial stem cell | /māl ˈjərm ˌsel/ /spərˌmatəˈɡōnial stem ˌsel/ | Tế bào mầm đực Tế bào gốc tinh trùng | 2n     |
| 3    | Spermatogonium                          | /spərˌmatəˈɡōnēəm/                            | Tinh nguyên bào                      | 2n     |
| 4    | Primary spermatocyte                    | //ˈprīˌmerē spərˈmadəˌsīt/                    | Tinh bào bậc I                       | 2n     |
| 5    | Secondary spermatocyte                  | /ˈsekənˌderē spərˈmadəˌsīt/                   | Tinh bào bậc II                      | n kép  |
| 6    | Spermatid                               | /ˈspərməˌtid/                                 | Tiền tinh trùng hoặc tinh tử         | n      |
| 7    | Spermatozoon                            | /ˌspərmədəˈzōən/                              | Tinh trùng                           | n      |

- Còn có thể phân biệt nhiều loại khác nữa trong các nghiên cứu chuyên sâu. Từ 60 năm trước, các nhà nghiên cứu đã phân biệt tinh bào A và tinh bào B dựa vào hình thái nhân tế bào của chúng (Roosen-Runge & Giesel 1950; Clermont & Leblond 1953; Monesi 1962). Loại A được coi là "nguyên thủy" nhất do không có chất dị nhiễm sắc (heterochromatin). Nhân tế bào của loại B chứa một lượng lớn chất dị nhiễm sắc, chứng tỏ chúng đã phân hoá mạnh.[18]
- Sau này, các tác giả khác - chẳng hạn như the Bloom & Fawcett (1975) - gọi tế bào mầm ban đầu (số 1 ở bảng trên) là primordial germ cells (tế bào mầm sơ khai hay nguyên thủy); và chia tinh bào thành hai nhóm:

- Nhóm A là tinh bào bậc I, gồm 4 kiểu (type) kí hiệu từ A1 đến A4. Kiểu A1 nguyên phân tạo ra A2; kiểu A2 nguyên phân tạo ra A3; kiểu A3 nguyên phân tạo ra A4, kiểu A4 nguyên phân tạo ra lớp tế bào A trung gian nối nhau bằng cầu nguyên sinh, từ đó nguyên phân tạo ra nhóm B.
- Nhóm B chính là tinh bào bậc II, giảm phân sinh ra tinh tử (tiền tinh trùng) như đã giới thiệu ở trên.
, 
- Chú ý:

Tất cả các loại tế bào xuất hiện trong tiến trình hình thành tinh trùng nói trên (7 loại đã thống kê) được xếp vào nhóm tế bào sinh dục. Tuy nhiên cũng có tác giả cho rằng chỉ giao tử mới là tế bào sinh dục (reproductive cell).,